# Cot Ara (Simpang Tiga)
Cot Ara is een bestuurslaag in het regentschap Pidie van de provincie Atjeh, Indonesië. Cot Ara telt 250 inwoners (volkstelling 2010).